# Hôtel de ville de Chênée
L'hôtel de ville de Chênée est l'ancien hôtel de ville de Chênée avant la fusion des communes de 1977 qui intégrera Chênée dans la ville de Liège.

## Historique
Dès 1843, un hôtel de ville est construit à cet endroit, entre la Vesdre et la rue. Il servait alors également d’école. En 1903, un hôtel de ville plus vaste est construit d'après les plans de Léonard Monseur. Ce bâtiment, conçu dans un style néo-Renaissance, dispose d'une colonnade et d'une entrée par un escalier. La tour ornée d'une horloge et d'une flèche élancée, a une hauteur de 37,5 mètres.
De nos jours, le bâtiment sert de mairie de quartier et contient les bureaux de l'arrondissement et un poste de police.